# SMT (recirculator)
Aparatul SMT  este un aparat recirculator  de respirat sub apă cu circuit semiînchis produs de firma Dräger AG special pentru a fi folosit în operațiuni subacvatice militare de deminare și de salvare până la adâncimea de 60 m.
Aparatul este o variantă mai perfecționată a aparatului FGT I și operează cu amestec respirator preparat local prin amestecarea de oxigen cu gaz diluant (aer comprimat, azot sau heliu).

Amestecarea celor două componente se realizează prin intermediul unui dispozitiv de dozare.
Pentru monitorizarea presiunii parțiale a oxigenului (PPO2), aparatul SMT este echipat cu un indicator de oxigen care indică continuu presiunea parțială a oxigenului și cu o alarmă optică care atenționează scafandrul atunci când presiunea parțială a oxigenului este mai mare sau mai mică decât limitele presetate ale alarmei.